# Неравенство треугольника
Нера́венство треуго́льника в геометрии, функциональном анализе и смежных дисциплинах — это одно из интуитивных свойств расстояния.
Оно утверждает, что длина любой стороны треугольника всегда не превосходит сумму длин двух его других сторон (или равносильная формулировка — длина наибольшей стороны не больше суммы длин двух других сторон).

## Евклидова геометрия
Неравенство
{\displaystyle AC\leqslant AB+BC,}

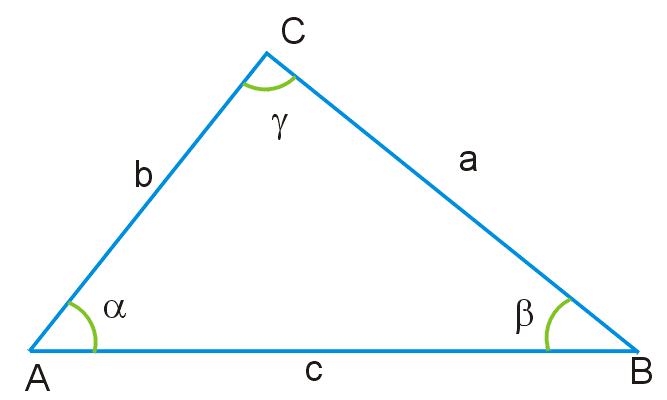
Длина любой стороны треугольника не превосходит сумму длин двух других.

выполняется в любом треугольнике {\displaystyle \triangle ABC}.
Причём равенство {\displaystyle AC=AB+BC} достигается только тогда, когда треугольник вырожден, и точка {\displaystyle B} лежит на отрезке {\displaystyle AC}.
Евклид в Началах доказывает неравенство треугольника следующим образом. Сначала доказывается теорема о том, что внешний угол треугольника больше внутреннего угла, с ним не смежного. Из неё выводится теорема о том, что против большей стороны треугольника лежит больший внутренний угол. Далее, методом от противного доказывается теорема о том, что против большего внутреннего угла треугольника лежит большая сторона. А из этой теоремы выводится неравенство треугольника.

## Нормированное пространство
Пусть {\displaystyle (X,\|\cdot \|)} — нормированное векторное пространство, где {\displaystyle X} — произвольное множество, а {\displaystyle \|\cdot \|} — определённая на {\displaystyle X} норма. Тогда по определению последней справедливо:
{\displaystyle \|x+y\|\leqslant \|x\|+\|y\|,\quad \forall x,y\in X.}

### Гильбертово пространство
В гильбертовом пространстве, неравенство треугольника является следствием неравенства Коши — Буняковского.

## Метрическое пространство
Пусть {\displaystyle (X,\rho )} — метрическое пространство, где {\displaystyle X} — произвольное множество, а {\displaystyle \rho } — определённая на {\displaystyle X} метрика. Тогда по определению последней
{\displaystyle \rho (x,y)\leqslant \rho (x,z)+\rho (z,y),\quad x,y,z\in X.}

## Вариации и обобщения
- {\displaystyle d(x,z)\leqslant \max(d(x,y),d(y,z))} Сильное неравенство треугольника

### Обратное неравенство треугольника
Следствием неравенства треугольника в нормированном и метрическом пространствах являются следующие неравенства:
- {\displaystyle {\bigl |}\|x\|-\|y\|{\bigr |}\leqslant \|x-y\|,\quad x,y\in X;}
- {\displaystyle |\rho (x,y)-\rho (x,z)|\leqslant \rho (y,z),\quad x,y,z\in X.}

### Неравенство треугольника для трёхгранного угла
Каждый плоский угол выпуклого трёхгранного угла меньше суммы двух других его плоских углов.

### Произвольное число точек
Обозначим {\displaystyle \rho (x_{i},x_{j})} расстояние между точками {\displaystyle x_{i}} и {\displaystyle x_{j}}. Тогда имеет место следующее неравенство: {\displaystyle \rho (x_{1},x_{m})\leqslant \rho (x_{1},x_{2})+\rho (x_{2},x_{3})+...+\rho (x_{m-1},x_{m})}. Оно получается последовательным применением неравенства треугольника для трех точек: {\displaystyle \rho (x_{1},x_{m})\leqslant \rho (x_{1},x_{2})+\rho (x_{2},x_{m})\leqslant \rho (x_{1},x_{2})+\rho (x_{2},x_{3})+\rho (x_{3},x_{m})\leqslant ...}